# Kronbesiddelse
En Crown Dependency, eller kronbesiddelse, er en stat som er underlagt den britiske monark som sådan, i modsætning til oversøiske territorier, som er underlagt Storbritanniens overhoved. En kronbesiddelse er således ikke en del af Storbritannien, og de var heller ikke medlemmer af EU i de år, hvor Storbritannien var medlem af dette fællesskab. 
Der findes tre kronbesiddelser:
- Bailiwick of Jersey
- Bailiwick of Guernsey
- Isle of Man